# En Línea Maule
En Línea Maule Televisión (anteriormente llamado Canal 6 Talca, TVR Talca, y Telecanal Talca) es una emisora de televisión abierta de programación informativa que emite para la región del Maule. Fue una estación afiliada a la cadena de cobertura nacional de Telecanal hasta marzo de 2024, cuando se convirtió en un canal informativo local de tiempo completo. Sus estudios están ubicados en la Avenida Isidoro del Solar 237 en Talca, Región del Maule, junto a los estudios de las radioemisoras Mágica y Amiga.

## Historia
En noviembre de 2000, inicia sus transmisiones en Talca el canal 6 como repetidora de TVR Curicó. La señal en la ciudad emitiría la programación de TVR hasta 2006, cuando la estación se afilió a Telecanal de Santiago.
Al principio, la señal tenía solo su noticiero, En línea Maule, versión local del noticiero santiaguino, y con el tiempo incorporó más programas.
En febrero de 2010, En línea Maule cambia su imagen tras el cierre del Departamento de Prensa del Canal 2 de Santiago, y fue el único, junto a la señal de Santa Cruz. Además, Telecanal Talca adquirió programación producido por terceros, no disponibles en la emisora matriz de Santiago, mayormente telenovelas mexicanas de Televisa.
En marzo de 2024, Telecanal Talca finalizó su afiliación con Telecanal y comenzó a transmitir a tiempo completo En línea Maule. La emisora asumió este nombre como su nueva denominación. Telecanal de Santiago aun se encontraba disponible en el subcanal virtual 6.2 como señal espejo. Esta situación perduró hasta agosto de 2025, cuando esta última fue sustituida por una sañal espejo de En línea Maule del canal virtual 6.1.

## Logotipos

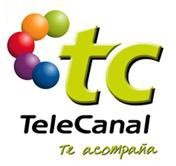
2005-2007
2007-2011, 2011-2024 (como logo secundario)
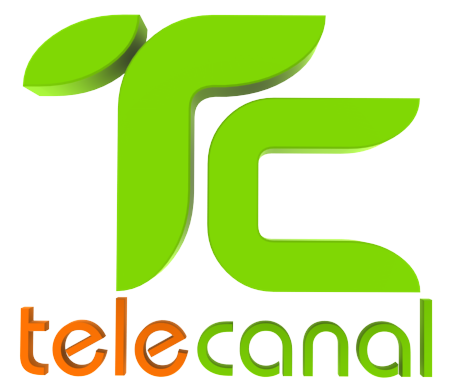
2011-2024
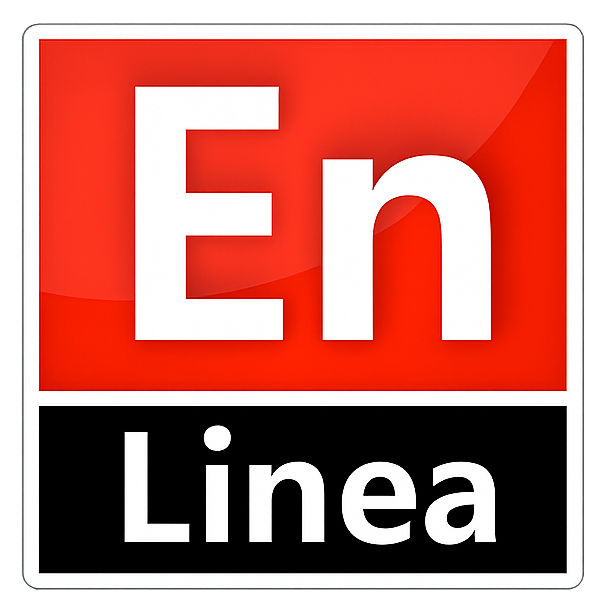
2024-presente